# 西島孜哉
西島 孜哉（にしじま あつや、1941年11月 - ）は、日本の近世文学研究者、武庫川女子大学名誉教授。
京都府生まれ。1966年大阪市立大学国文科卒、1974年同大学院博士課程中退、1976年武庫川女子大学文学部専任講師、1979年助教授、1988年教授、1992年「近世上方狂歌の研究」で大阪市大文学博士、2004年武庫川女子大関西文化研究センター長。2012年定年、名誉教授。
上方狂歌・西鶴を中心に研究している。

## 著書
- 『近世文学の女性像』世界思想社 1985
- 『西鶴と浮世草子』桜楓社 1989
- 『近世上方狂歌の研究』和泉書院 1990
- 『西鶴 環境と営為に関する試論』勉誠社 1998

### 編著
- 『元禄文学名作選』 杉山書店 1982
- 『近世上方狂歌叢書』2-12 近世上方狂歌研究会・和泉書院 1985-
- 同 13-24 光井文華共編
- 同 25-29 羽生紀子共編　1998-2002
- 『西鶴を学ぶ人のために』谷脇理史共編 世界思想社 1993
- 『日本文学の男性像』世界思想社 1994
- 『日本古典文学史』乾安代,櫻井武次郎,新間一美,毛利正守共著 暁印書館 2016

## 論文
- ＜西島孜哉